# Cecil Valentine De Vere
Cecil Valentine De Vere, nascido Cecil Valentine Brown, foi o primeiro campeão oficial do campeonato britânico de xadrez e um dos principais enxadristas do século XIX. Aprendeu o jogo sem dificuldades e praticava sem recursos para estudar a teoria. Sua fama meteórica e declínio igualmente dramático é comparada com a de Paul Morphy e ele é algumas vezes citado como o Morphy inglês. De Vere contraiu tuberculose por volta de 1867 e pouco depois se tornou dependente do álcool. Viveu em Londres a maior parte da vida mas foi enviado à Turquia por seus amigos enxadristas para uma tentativa de recuperação de sua saúde, falecendo lá aos 29 anos de idade.

## Principais resultados em torneios
| Data | Local        | Colocação | Observações                                                                                            |
| ---- | ------------ | --------- | --- |
| 1872 | Londres 1872 | 4         | Vencido por Wilhelm Steinitz, com Joseph Henry Blackburne em segundo e Johannes Zukertort em terceiro. |